# An vitiositas ad infelicitatem sufficiat
An vitiositas ad infelicitatem sufficiat (Εἰ αὐτάρκης ἡ κακία πρὸς κακοδαιμονίαν) è un breve scritto morale di Plutarco, compreso nei suoi Moralia.

## Struttura
La domanda che Plutarco si pone è "Il vizio è causa di miseria?": secondo lui, i rovesci della sorte precipitano l’uomo nell'infelicità solo se il vizio le ha spianato la strada. D'altra parte, il vizio turba la vita anche di chi non ha problemi apparenti, tanto è vero che se si procedesse a una sfida tra la Fortuna e il Vizio per stabilire a chi spetti la supremazia nel causare l’infelicità, il Vizio ne uscirebbe facile vincitore. 
Una certa enfasi retorica lascia supporre che possa trattarsi di uno scritto giovanile. Comunque l’opuscolo, che il Catalogo di Lampria non registra, è poco più di un frammento, poiché mutilo nella parte iniziale e finale.